# Стрептоміцети
Стрептоміцети (Streptomyces) — рід бактерій типу актинобактерії, грам-позитивних бактерій з високим вмістом гуаніну/цитозину бактерії . Стрептоміцети знаходяться переважно в ґрунті і у залишках рослин, проте насьогодні їх виділено з усіх екологічних ніш. Більшість видів формують ендоспори. Streptomycetes відомі своїм характерним «земляним» запахом, який походить від виробництва непостійного метаболіту, геозміну.

## Метаболізм

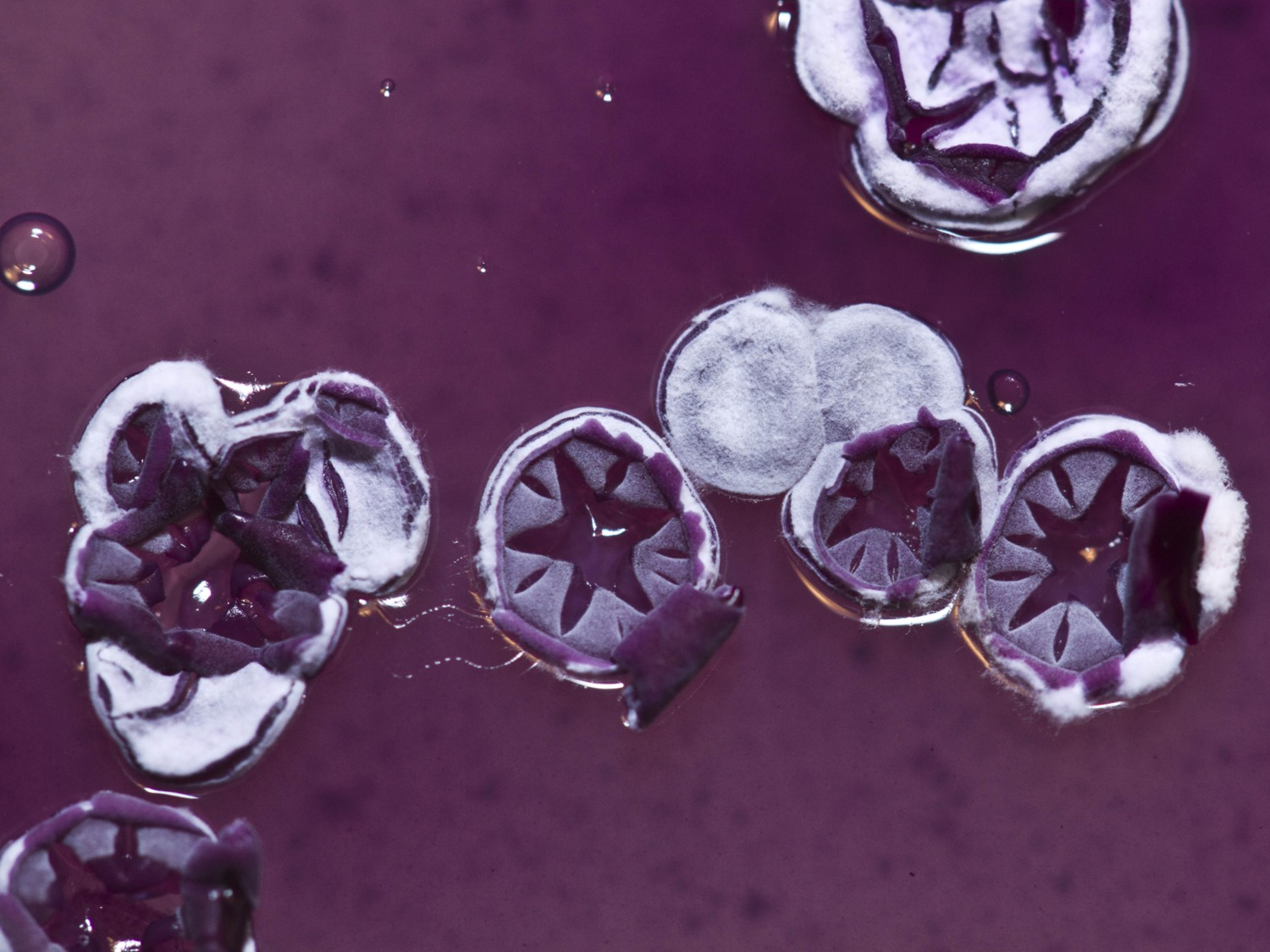
Колонії Streptomyces violaceus

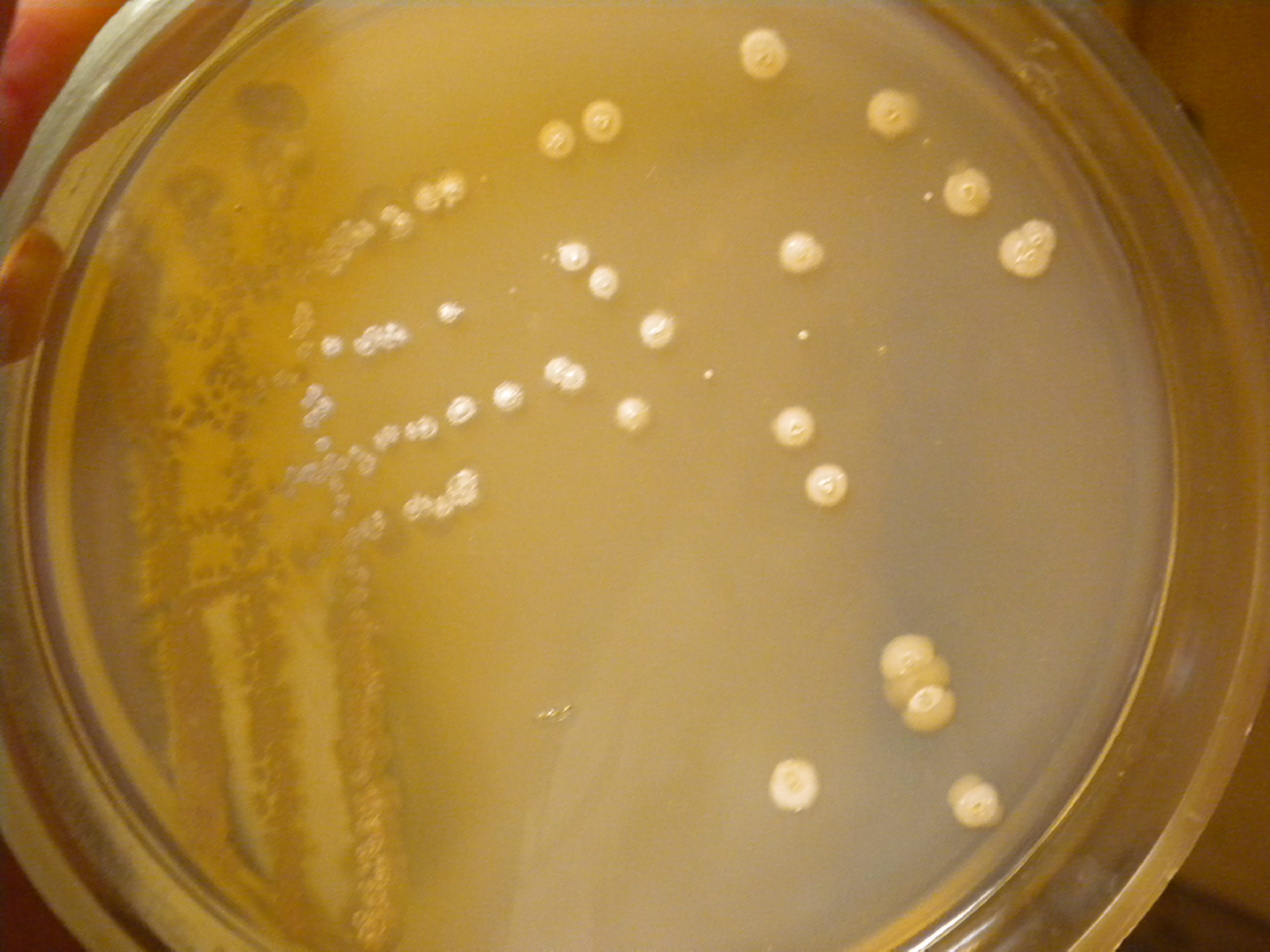
Колонії Streptomyces gardneri, штам ChNPU F3, виділеного з феросфери ґрунту (м.Чернігів, Україна), при культивуванні на вівсяному агарі

Streptomycetes характеризуються складним вторинним метаболізмом. Також стрептоміцети характеризуються складним циклом морфологічної диференціації. Хромосоми стрептоміцетів — лінійні, одні з найбільших серед бактерій, вони містять 7000-8000 генів, з яких багато задіяні у синтезі вторинних метаболітів (антибіотиків, гормон-подібних молекул, сидерофорів тощо). Вони виробляють велике число антибіотиків, які знаходяться у клінічному використанні. Стрептоміцин, який зараз вже рідко використовується, бере свою назву безпосередньо від назви роду Streptomyces.
Стрептоміцети — одні з найважливіших продуцентів антибіотиків і інших біологічно активних речовин. Зокрема, з них виділено: антибактерійні сполуки тетрациклін (Streptomyces rimosus), цефаміцин (S. clavuligerus), канаміцин (S. kanamyceticus), хлорамфенікол (S. venezuelae), моеноміцин (S. ghanaensis), протипухлинні агенти доксорубіцин (S. peucetius), ногаламіцин (S. nogalater), ландоміцин (S. globisporus), імуносупресор рапаміцин (S. hygroscopicus), протигрибкові сполуки ністатин (S. noursei), амфотерицин (S. nodosus), іонофори монензин (S. cinnamonensis) і тетроназин (S. longisporoflavus) тощо.
Streptomyces інколи можуть бути патогенами людини, наприклад, нечаста міцетома може бути спричинена S. somaliensis.

## Геном
Послідовність геному одного з штамів, S. coelicolor A3(2), була секвенована і опублікована в 2002 році . На той час, він був найбільшим секвенованим бактеріальним геномом. Послідовність генома S. avermitilis була завершений в 2003 році . Це була перша повна послідовність генома промислового мікроорганізму. Обидва з цих геномів охоплюють одну хромосома, лінійну, на відміну від більшості бактерійних геномів, які мають кільцеву хромосому. Послідовність генома Streptomyces scabies, члену ряду із здатністю викликати хворобу картоплі, також завершена і буде опублікована в 2007 році.